# 繁殖干渉
繁殖干渉（Reproductive interference）とは、異種の個体が配偶過程で相互作用し、その結果として関与する個体の一方または両方の適応度が低下（≒子孫の数が減少）する現象である。サテュロス効果 (Satyr effect) や性的競争 (Sexual competition) などと呼ばれることもある。この相互作用は、個体が誤認をしたり、自種を識別できなかったりする「incomplete species recognition」によって生じる。生殖干渉は、昆虫、哺乳類、鳥類、両生類、海洋生物、植物など、さまざまな分類群で確認されている。
繁殖干渉の原因としては、信号妨害（signal jamming）、異種間競争、誤った求愛行動（misdirected courtship）、異種間交尾試行（heterospecific mating attempts）、誤ったメス選択（erroneous female choice）、異種間交尾、雑種形成の7つが挙げられる。これらのタイプすべてにおいて、関与する個体に適応度のコストが発生する。一般的に、そのコストは繁殖成功率の低下、配偶子の浪費、エネルギーや栄養の消費といった形で現れる。これらのコストの大きさは、干渉の原因、親の性別、関与する種の種類など、さまざまな要因によって変動する。
繁殖干渉は、同じ生息環境を共有する種間で発生し、それらの共存に影響を与える可能性がある。繁殖干渉は競争とは異なり、共有資源の奪い合いによって生じるものではない。また、繁殖干渉は生態学的な影響をもたらし、例えば種の空間的・時間的な分離を引き起こすことがある。さらに、進化的な影響も及ぼし、影響を受けた種に対して、他の種とより明確に区別できる形質を進化させる選択圧をかけることがある。

## 繁殖干渉の原因
繁殖干渉は、潜在的な配偶者の探索から異種個体の受精に至るまで、交配のさまざまな段階で発生し得る。繁殖干渉には7つの原因があり、それぞれが関与する個体の一方または双方の適応度に異なる影響を及ぼす。

### 信号妨害（signal jamming）
信号妨害とは、一つの信号が別の信号によって干渉を受ける現象を指す。妨害は、環境要因（例：騒音公害）や他種によって引き起こされる場合がある。繁殖干渉の文脈において、信号妨害は、他種による信号の伝達または受信の妨害のみを指す。
配偶者の誘引および獲得の過程では、潜在的な配偶者を探索し識別するための信号が用いられる。また、信号は受信者に対し、潜在的な配偶者の質に関する情報を提供する役割も果たす。信号妨害は、異なる種類のコミュニケーションにおいて発生し得る。聴覚的な信号妨害は「聴覚的マスキング（auditory masking）」とも呼ばれ、異種由来の騒音によって同種個体の識別が困難になる現象を指す。同様に、化学信号においても、同種個体を誘引し他種を排除するためのフェロモンが異種のフェロモンと重複することで混乱を招く場合がある。このように同種個体の識別および探索が困難になることで、潜在的な配偶者との遭遇頻度が低下し、交尾回数の減少を引き起こす可能性がある。

#### 事例
American grapevine leafhopper (Scaphoideus titanus)における振動シグナル
American grapevine leafhopperの個体は、宿主である植物を介して振動シグナルを伝達し、互いにコミュニケーションを行う。American grapevine leafhopperは、50-1,000 Hzの範囲内のシグナルに感受性を持ち、この振動を利用して潜在的なメスの配偶者を識別し、位置を特定する。コミュニケーションの成功には、オスとメスによるデュエットが必要となる。メスは、オスのシグナルの後に特定の時間枠内で応答し、オスはその応答のタイミングを利用してメスを識別する。しかし、振動シグナルは、異種のシグナル、同種のシグナル、および背景ノイズによる妨害やマスキングの影響を受けやすい。オスとメスの間のデュエットが妨害されると、オスはメスを正確に識別・定位することが困難となり、その結果、交尾頻度の低下につながる可能性がある。
Gray treefrog (Hyla versicolor)およびCope's gray treefrog (Hyla chrysoscelis)における聴覚シグナル
繁殖の成功は、メスが潜在的な配偶者の広告音（advertisement call）を正しく識別し、応答できるかに依存する。オスの密度が高い繁殖地では、オスのコーラスが異種の鳴声と重なり、メスが配偶者を正確に見つけることが困難になる。Gray treefrogのオスとCope's gray treefrogのオスの広告音が重なると、gray treefrogのメスは誤って異種の鳴声を選択することがある。メスの誤認率は、シグナルの重なりの程度に依存する。一方、Cope's gray treefrogのメスはシグナルをより正確に識別でき、異種の鳴声が完全に同種のオスの鳴声と重ならない限り、影響を受けにくい。しかし、Cope's gray treefrogのメスも、重なりの少ない同種オスのシグナルを好む傾向がある。また、鳴声が重なっている場合、メスの応答時間が長くなり、配偶者の選択に時間を要する。
シグナルジャミングは、配偶者の識別および定位の困難さにより、オス・メス双方の交尾頻度を低下させる可能性がある。特にメスは、低品質のオスと交尾することでコストを被るだけでなく、交尾相手を選択・定位するのに時間がかかることで、繁殖地内の捕食者に襲われるリスクが高まる可能性がある。さらに、Gray treefrogとCope's gray treefrogの異種交尾により、不妊の雑種が生じることがあり、これは配偶子の浪費という点で両親にとって大きなコストとなる。
ダニにおける化学シグナル
メスのダニは、宿主に付着している同種のオスを引き寄せるために、種特異的なフェロモンを分泌する。また、メスは種特異的でないフェロモンも分泌し、近くにいるオスを引き寄せることができる。近縁の異種ダニのフェロモンが混ざることで、シグナルの干渉が発生する可能性がある。
Aponomma hydrosauri、Amblyomma albolimbatum、およびAmblyomma limbatumの3種のダニは近縁であり、同じ宿主に付着している場合、相互に干渉を引き起こすことがある。同じ宿主上に2種のダニが付着している場合、オスは同種のメスを特定することが困難になる可能性があり、これはフェロモンの混合によるものであると考えられる。さらに、種特異的でないフェロモンは、近くにいるオスを引き寄せるため、3種のすべてのオスがメスに反応する可能性がある。異種のメスが存在することで、オスが同種のメスと過ごす時間が減少し、繁殖成功率が低下することも考えられる。
さらに、Amblyomma albolimbatumのオスがAponomma hydrosauriのメスに付着して交尾を試みることがあるが、交尾は成功しないにもかかわらず、オスは付着し続ける。この行動により、後続のオスが交尾することを物理的に阻害し、繁殖成功に悪影響を及ぼす可能性がある。

### 異種間競争
異種間競争は、異種のオスが同種のオスと誤認され、配偶者を巡る競争相手とみなされる際に発生する。特に、異種間競争は、餌資源やその他の資源を巡る競争といった他の異種間相互作用と区別することが困難である。誤認されたオスにとってのコストには、時間やエネルギーの浪費に加え、交尾の縄張りを離れて異種オスを追跡することによる負傷や捕食のリスク増加が含まれる。さらに、異種オスを追い払ったオスは、その間に同種または異種のオスが侵入することで、メスを外的な脅威にさらす可能性がある。

#### 事例
Eastern amberwing dragonfly (Perithemis tenera)における異種個体の追跡
オスのEastern amberwing dragonflyは縄張りを持ち、同種のオスに対して交尾のための縄張りを防衛する。オスは縄張り内で止まり木にとまり、近くを飛ぶ同種の個体を追跡する。興味深いことに、オスはアブやチョウの接近に対しても、同様に追跡行動を示す。
これらのアブやチョウは、Eastern amberwing dragonflyと共通の資源をめぐって競争するわけではなく、縄張り内での交尾を妨害する行動も確認されていない。また、彼らはEastern amberwing dragonflyにとって捕食者でも被食者でもない。それにもかかわらず、これらの昆虫が追跡されるのは、大きさ、体色、飛行高度がEastern amberwing dragonflyのオスと類似しているため、誤って同種の競争相手と認識されている可能性がある。
オスのEastern amberwing dragonflyは、これらの類似した特徴を手がかりとして同種を識別していると考えられる。しかし、異種個体の追跡はオスにとってコストを伴う。具体的には、エネルギーと時間の浪費、負傷のリスクの増加、さらには縄張りを侵入者から適切に防衛する機会の喪失といった影響を受ける可能性がある。

### 誤った求愛行動（misdirected courtship）
誤った求愛行動は、オスが異種の個体（オスまたはメス）に対して求愛行動を示す場合に発生する。この誤認は、種識別の過程での誤り、または望ましい形質を有する異種個体への誘引によって引き起こされる。この「望ましい形質」とは、通常、同種の配偶者の質を示す指標となる形質であり、例えば体の大きさなどが含まれる。オスにとって誤った求愛のコストには、異種個体への求愛に伴うエネルギー投資の浪費や、同種内での交尾頻度の低下が含まれる。

#### 事例
カエデチョウの仲間における異種個体への求愛行動
カエデチョウの仲間は一夫一妻制をとり、個体は生涯にわたり一つのパートナーを持つ。さらに、両親は共同で子育てを行い、オスとメスの双方が子の世話に関与する。このような一夫一妻制と両親による共同投資の組み合わせは、オス・メス双方が慎重に配偶者を選び、異種個体との交配の可能性を低減する選択圧を受けることを示唆している。
カエデチョウの仲間の3種（フナシセイキチョウ (Uraeginthus angolensis)、セイキチョウ (Uraeginthus bengalus)、ルリガシラセイキチョウ (Uraeginthus cyanocephalus)）のオスは、異種のメスが存在する状況において、それぞれ異なる程度の同種個体への選好を示す。この選好の強さは、メスの体サイズによって影響を受ける可能性があり、体サイズが繁殖力（産卵能力）の指標となることが関係していると考えられる。
具体的には、フナシセイキチョウのオスは、体が小さいセイキチョウのメスよりも同種のメスを選好するが、わずかに小さいフナシセイキチョウのメスに対しては、その選好が弱まる。セイキチョウのオスは、体の大きいフナシセイキチョウのメスやblue capのメスの存在下では、同種のメスを特に選好しない。一方、ルリガシラセイキチョウのオスは、セイキチョウのメスよりも同種のメスを好むが、体の大きいフナシセイキチョウのメスがいる場合には、同種のメスに対する特別な選好を示さない。
タイセイヨウサケ (Salmo salar)における異種個体への求愛とその影響
かつてオンタリオ湖に生息していたタイセイヨウサケは、同湖への再導入が行われ、マスノスケ、ギンザケ、ブラウントラウトなどの他種との産卵行動が研究された。調査の結果、マスノスケがタイセイヨウサケとの相互作用を最も多く示した。特に、オスのマスノスケはメスのタイセイヨウサケに求愛を試みる行動が観察された。
さらに、オスのマスノスケは、メスのタイセイヨウサケに接近する他のタイセイヨウサケを追い払ったり、時には攻撃的な行動を示したりすることが確認された。加えて、オスのブラウントラウトがメスのタイセイヨウサケに求愛する行動も観察された。
このような異種個体への誤った求愛行動は、現在タイセイヨウサケが生息する水域において問題を引き起こす可能性がある。また、オンタリオ湖への再導入を目的とした保全活動にも影響を及ぼすことが懸念される。異種個体による求愛は、産卵の遅延や阻害を招く可能性があり、さらにタイセイヨウサケが他種と交雑することで、個体群の遺伝的純粋性が損なわれる危険性がある。

### 異種間交尾試行（heterospecific mating attempts）
異種間交尾試行は、求愛の有無にかかわらず、オスが異種のメスと交尾を試みる場合に発生する。各交尾試行において、精子の移転が生じる場合もあれば、生じない場合もある。異種個体による交尾試行は、オス・メス双方にコストを伴う。これには、エネルギーや時間の浪費、および精子の移転が生じた場合には配偶子の損失が含まれる。さらに、両性にとって負傷のリスクや捕食の危険性が増加する可能性もある。

#### 事例
Cepero's grasshopper (Tetrix ceperoi)およびslender groundhopper (Tetrix subulata)における異種交配の影響
Cepero's grasshopperとslender groundhopperは、自然環境において分布域が重なるが、両種が共存することは稀である。実験的に同じ囲い内でslender groundhopperの個体数が多い環境にCepero's grasshopperを収容すると、Cepero's grasshopperの繁殖成功率が低下することが確認されている。この繁殖成功率の低下は、Cepero's grasshopperがslender groundhopperに対して交尾を試みる頻度の増加に起因する可能性がある。この交尾試行の増加は、slender groundhopperの体サイズが大きいことによる影響が考えられる。
しかし、これらの交尾試行は一般的に成功しない。その理由として、slender groundhopperのメスは、配偶相手の認識精度が高く、交尾を拒否することが挙げられる。この認識精度の高さは、両種の求愛行動が異なることに起因する可能性がある。繁殖成功率の低下は、一方の種の個体群サイズの減少や分布の変化を引き起こし、その結果、両種が共存しにくくなる要因となっている可能性がある。これは、Cepero's grasshopperとslender groundhopperが同様の生息環境を好むにもかかわらず、共存することが稀である理由の一因であると考えられる。
Italian agile frog (Rana latastei)における異種交配の影響
Italian agile frog (Rana latastei)とagile frog (Rana dalmatina)は、自然環境において池や排水溝で分布域が重なる。これらの共存地域では、agile frogの個体数がItalian agile frogよりも多いことが一般的である。このような環境では、Italian agile frogの交尾がagile frogの干渉によって妨害されることが確認されている。
特に、オスのagile frogは、Italian agile frogのオスを交尾中に排除しようと試みる。これは、amplexus（オスがメスにしがみつく交尾姿勢）中に発生する行動である。また、Italian agile frogとagile frogが異種間でamplexusを行う様子も観察されている。このような異種交配の試行は、Italian agile frogの繁殖成功率を低下させる要因となる。
さらに、Italian agile frogの産卵数は、agile frogの存在下で減少することが報告されている。この現象は、Italian agile frogのオスとagile frogのオスとの間で生じる精子競争によって引き起こされる可能性がある。
ヒキガエル類（true toads）における種および性の誤認識
ヒキガエル類における種および性の誤認識は広く研究されている。ヒキガエルは、同じ科に属する異なる属の種とamplexusを行うことが知られている。さらに、異なる科に属する種とのamplexusも報告されている。また、ヒキガエル間における交雑の事例も複数報告されている。

### 誤ったメス選択（erroneous female choice）
誤ったメス選択とは、メスが同種のオスと異種のオスを識別する際に誤りを犯すことを指す。メスの選択は、オスの求愛行動、交尾、さらには交尾後の段階においても発生し得る。また、メスの選択は適切なオスの利用可能性に依存する。同種のオスの数が少ない場合、メスは選択の基準を緩めることで誤認の頻度が増加する可能性がある。

#### 事例
Striped ground cricket (Allonemobius fasciatus)およびSouthern ground cricket (Allonemobius socius)における誤認選択の影響
Striped ground cricketとSouthern ground cricketは、分布域が重なる近縁種である。両種は求愛の際に鳴き声（calling song）を用いて、潜在的な交尾相手を識別・探索する。これらの鳴き声は、周波数や発声周期が異なることが知られている。しかし、両種のメスは、同種のオスと異種のオスの鳴き声に対して、わずかな選好性しか示さない。さらに、鳴き声の強度が変化すると、このわずかな選好性も消失することが報告されている。
このような鳴き声の識別能力の欠如は、誤ったメス選択を引き起こす可能性がある。誤ったメス選択によるコストには、エネルギーの浪費や、同種のオスを探す際の捕食リスクの増加が含まれる。加えて、誤認が異種交配につながった場合、配偶子の浪費が発生するため、さらに高いコストが伴う。
しかし、Striped ground cricketおよびSouthern ground cricketは個体数が多く、誤認選択によるコストは比較的小さいと考えられている。この鳴き声の識別能力の低さは、メスに対する選択圧が弱いために進化的な適応が進んでいない可能性があると考えられている。

### 異種間交尾（heterospecific mating）
異種間交尾とは、異なる種の個体同士が交尾を行うことである。オスが異種のメスに精子を移転した後、さまざまな過程が生じ、交尾の結果が変化する可能性がある。異種交尾は、一部の組み合わせにおいて雑種の産生につながる場合がある。異種交尾に伴うコストには、時間、エネルギー、および配偶子の浪費が含まれる。

#### 事例
Spider mitesにおける異種交配と個体群の排除
Panonychus属の2種、Panonychus citriおよびPanonychus moriは、一般的には地理的に分離しているが、時折共存することがある。しかし、この共存は安定的ではなく、最終的にPanonychus moriが排除される。この排除は、生殖干渉（reproductive interference）およびPanonychus citriの高い繁殖率によるものである。
両種の間で異種交配（heterospecific mating）が発生すると、不稔の卵や不稔の雑種メスが生じる。さらに、異種交配後のメスは雌の子孫を生産することができなくなる。この結果、エネルギー・時間・配偶子の浪費に加え、共存個体群の性比が偏ることになる。
このように、異種交配に伴う高いコストと、Panonychus citriのより高い繁殖率が相まって、最終的にPanonychus moriは排除される。
Black-legged meadow katydid (Orchelimum nigripes)およびHandsome meadow katydid (Orchelimum pulchellum)における異種交配の影響
Black-legged meadow katydidとHandsome meadow katydidは、近縁種であり、同様の生息環境を持ち、ポトマック川沿いで共存している。しかし、両種のメスが異種交配を行うと、同種間交配と比較して大幅な繁殖力の低下が見られる。
異種交配の結果、卵が産まれない場合や、不稔のオス雑種が産まれる場合がある。そのため、エネルギー・時間・配偶子の浪費が発生し、両個体とも遺伝子を次世代に残すことができなくなる。
しかし、メスは複数回交尾することで、このコストを部分的に補う可能性がある。これは、オスから提供される求愛給餌（nuptial food gift）、すなわちスぺルマトフィラックス（spermatophylax）を摂取することで栄養的な利益を得られるためである。

### 雑種形成
繁殖干渉の文脈における雑種形成（hybridisation）とは、異なる種の個体間での交配により、雑種、発生不能な卵、または生存不能な子が生じる現象を指す。雑種形成の頻度は、配偶者の識別が困難な場合に増加しやすく、特に異種間で体の大きさ、体色、音声信号などの共通点がある場合に顕著となる。
雑種形成に伴うコストは、親の投資レベルおよび交配の産物（雑種）に依存する。雑種は、「雑種強勢（hybrid vigor）」または「ヘテロシス（heterosis）」と呼ばれる現象によって、親種よりも新規または変化する環境での生存成功率が高まる可能性があり、侵略的な種となる危険性を持つ。雑種は、両親種とは異なる特性の組み合わせを持ち、特定の環境においてより適応的で高い適応度を示すことがある。一方で、生存不能な子が生じた場合、両親は自身の遺伝子を次世代に残せなかったという大きなコストを被ることになる。

#### 事例
Ambystoma californiense × Ambystoma mavortium
Ambystoma californienseはカリフォルニア州の固有種であり、かつては地理的にAmbystoma mavortiumと隔離されていた。しかし、人為的にAmbystoma mavortiumがカリフォルニアに導入された結果、両種の交配が発生し、雑種個体群が形成された。
これらの雑種は、親種の生息地内に定着しただけでなく、人為的に改変された環境にも拡散している。混合系統を持つ個体の生存率は、純粋なAmbystoma californienseの個体や、純粋なAmbystoma mavortiumの個体よりも高い。このため、在来系統の個体群が外来系統の遺伝子を取り込み、安定した雑種個体群が形成される。
この雑種化には生態学的・保全上の影響がある。Ambystoma californienseは絶滅危惧種に指定されており、雑種の拡散はその個体群の存続を脅かしている。さらに、雑種は水生無脊椎動物やオタマジャクシを大量に捕食するため、侵入地域の在来生物にも影響を与える可能性がある。
アカシカ (Cervus elaphus) × ニホンジカ (Cervus nippon)
ニホンジカは、人為的にイギリスに導入され、意図的な再導入や脱走により分布を拡大してきた。一方、アカシカはイギリスの在来種であり、ニホンジカと共存する地域では両種の交配が発生している。
この異種交配により、繁殖可能な雑種が生じる。ニホンジカおよびその雑種は、森林の密集地において在来のアカシカと競合し、最終的にアカシカを排除する可能性がある。
ニホンジカと雑種の完全な根絶は現実的ではないため、管理対策として、アカシカが残存する地域への侵入を防ぐことが重視されている。具体的には、ニホンジカの分布拡大を助長するような植生の植林を避けることで、拡散を最小限に抑える取り組みが行われている。

## 日本での繁殖干渉の事例
- タンポポ属における外来種から在来種への置き換わり
- オナモミ属における外来種2種の生育環境分化
- ゲンノショウコとミツバフウロの棲み分け
- イヌノフグリとオオイヌノフグリ
- アズキゾウムシとヨツモンマメゾウムシ